# Antigrella orissana
Genre
Espèce
Antigrella orissana, unique représentant du genre Antigrella, est une espèce d'opilions eupnois de la famille des Sclerosomatidae.

## Distribution
Cette espèce est endémique d'Odisha en Inde.

## Étymologie
Son nom d'espèce lui a été donné en référence au lieu de sa découverte, l'Orissa.

## Publication originale
- Roewer, 1954 : « Indoaustralische Gagrellinae (Opiliones, Arachnidae). (Weitere Weberknechte XVIII). 1. Teil. » Senckenbergiana biologica, vol. 35, p. 181–236.